# Villa flavicrura
Villa flavicrura är en tvåvingeart som beskrevs av Hall 1976. Villa flavicrura ingår i släktet Villa och familjen svävflugor. Inga underarter finns listade i Catalogue of Life.